# Philipp Rüfer
Philippe Bartholomé (Philipp) Rüfer (Luik, 7 juni 1844 – Berlijn, 15 september 1919) was een Duits pianist, componist en muziekpedagoog van Duitse komaf, maar geboren in Luik.
Hij was zoon van pianist, organist en conservatoriumdocent Philippe Rüfer en Marie Barbe Henriette Hauzeur. Zelf huwde hij Célina Rose.
Hij kreeg zijn eerste opleiding van zijn vader en vervolgens van Karl Haack in Aken. Van 1860 tot 1865 was hij student aan het Luiks Conservatorium bij docent Etienne Soubre, hij haalde er diverse eerste prijzen. Hij trok naar Leipzig en was er kortstondig leerling van Moritz Hauptmann. Hij werd in 1868 op voorspraak van Carl Reinecke dirigent te Essen. Hij trok in 1871 naar Berlijn en werd er langdurig docent aan conservatoria; gedurende seizoen 1871-1872 aan Stern'sches Konservatorium, de seizoenen 1872-1875 aan het conservatorium van Theodor Kullak en vanaf 1881 aan het Scharwenka-Konservatorium/Klindworth-Scharwenka-conservatorium. Begin 20e eeuw ging hij met pensioen.
Hij schreef circa veertig werken afgaand op zijn hoogst bekende opusnummer 39. daaronder bevinden zich de opera's Merlin uit 1887 en Ingo (1896, libretto Gustav Freitag). Binnen zijn oeuvre bevinden zich tevens een symfonie, twee strijkkwartetten en andere kamermuziek. Hij zou in zij opera's een Richard Wagneradept zijn, aldus Kruseman. Bijna al zijn werk is vergeten, op een orgelsonate na.